# Пакт про ненапад
Пакт про ненапад або пакт про нейтралітет — це договір між двома чи більше державами/країнами, який містить обіцянку підписантів не брати участь у військових діях одна проти одної. Такі договори можуть називатися іншими назвами, як-от договір про дружбу чи договір про невоєнні дії тощо. Лідс, Ріттер, Мітчелл і Лонг (2002) розрізняють пакт про ненапад і пакт про нейтралітет. Вони стверджують, що пакт про ненапад включає обіцянку не нападати на інших підписантів пакту, тоді як пакт про нейтралітет включає обіцянку уникати підтримки будь-якої організації, яка діє проти інтересів будь-якого з підписантів пакту. Найвідомішим прикладом вищезазначеної юридичної особи є інша країна, національна держава або суверенна організація, яка є негативним наслідком щодо переваг, якими володіє одна або більше сторін, що підписали договір.

## Історія
У 19 столітті пакти про нейтралітет історично використовувалися для надання дозволу одній стороні, яка підписала пакт, атакувати або намагатися негативно вплинути на суб’єкт, який не захищений пактом про нейтралітет. Учасники пакту про нейтралітет погоджуються не намагатися протидіяти акту агресії, здійсненому підписантом пакту щодо суб’єкта, який не захищений умовами пакту. Можливі мотиви для таких дій з боку однієї або кількох підписантів пактів включають бажання взяти або розширити контроль над економічними ресурсами, важливими у військовому відношенні місцями тощо.
Пакт Молотова — Ріббентропа 1939 року між Радянським Союзом і нацистською Німеччиною є, мабуть, найвідомішим прикладом пакту про ненапад. Пакт діяв до 1941 року, коли Німеччина вторглася в Радянський Союз під час операції «Барбаросса». Однак такі пакти можуть бути засобом для нейтралізації потенційної військової загрози, дозволяючи принаймні одній із сторін звільнити свої військові ресурси для інших цілей. Наприклад, пакт Молотова — Ріббентропа звільнив німецькі ресурси з російського фронту. З іншого боку, радянсько-японський пакт про нейтралітет, підписаний 13 квітня 1941 р., усунув загрозу з боку Японії на сході, дозволивши Радянському Союзу перекинути великі сили з Сибіру для боротьби з німцями, що мало пряме відношення до Битва під Москвою.
Набір даних щодо зобов’язань і положень договорів Альянсу (ATOP) містить 185 угод, які є виключно пактами про ненапад між 1815 і 2018 роками. Згідно з цими даними, у міжвоєнний період було зареєстровано 29 таких пактів зі сплеском випадків у 1960, 1970, 1979 роках і особливо на початку 1990-х років, коли ряд держав Східної Європи підписали пакти після розпаду Радянського Союзу.
Держави з історією суперництва, як правило, підписують угоди про ненапад, щоб запобігти майбутньому конфлікту одна з одною. Угоди часто сприяють обміну інформацією, що зменшує невизначеність, яка може призвести до конфлікту. Крім того, пакт сигналізує третім країнам, що суперництво зменшилось і що мирні відносини бажані. Було встановлено, що великі держави частіше починають військові конфлікти проти своїх партнерів у пактах про ненапад, ніж проти держав, які не мають з ними жодного союзу.

## Список пактів про ненапад

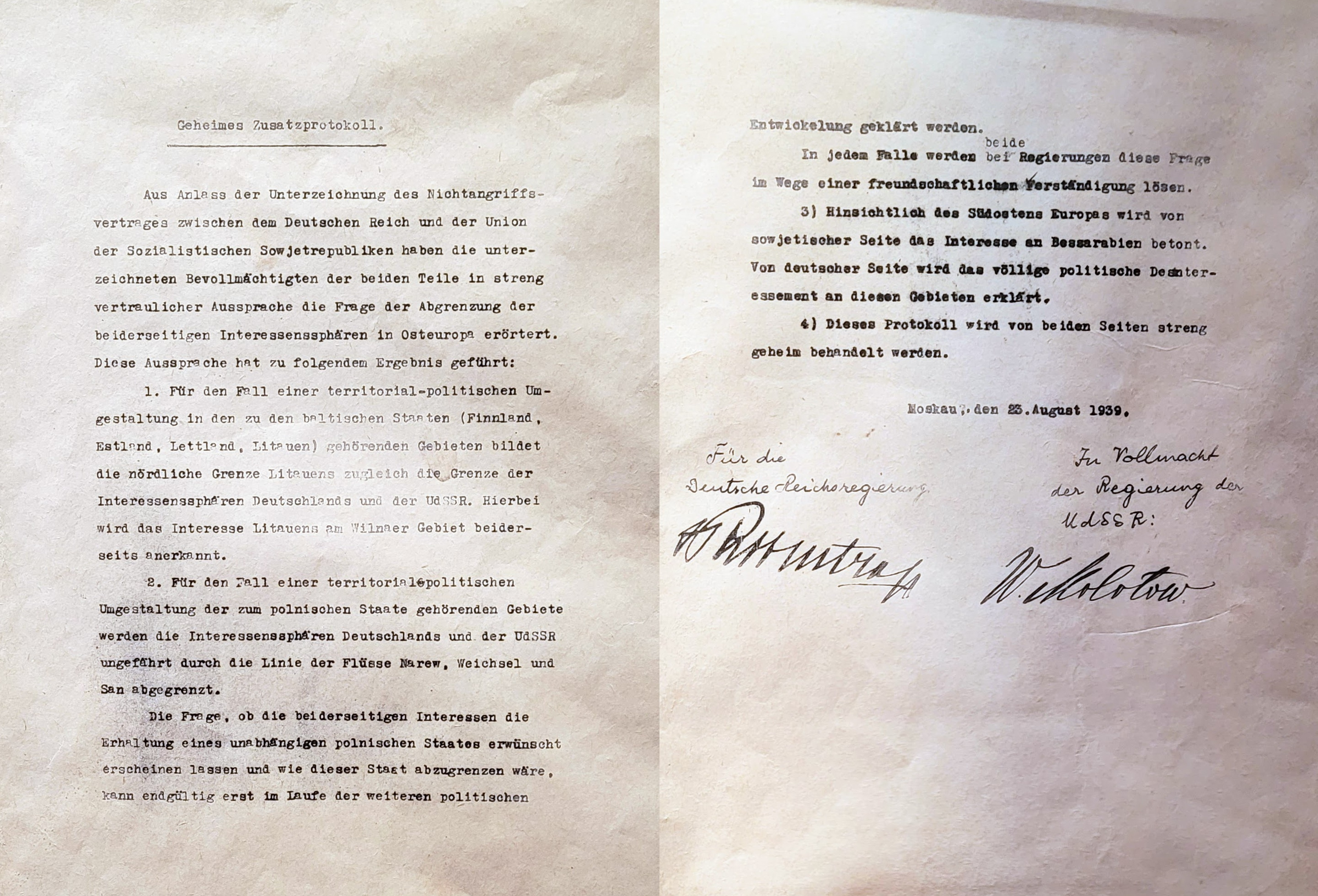
Пакт Молотова — Ріббентропа (німецька копія)

| Підписанти                                                                                             | Договір                                                       | Дата підписання     |
| --- | ------------------------------------------------------------- | ------------------- |
| Візантійська імперія Венеційська республіка                                                            | Візантійсько-венеційський договір (1268)                      | 4 квітня 1268 р     |
| Візантійська імперія Венеційська республіка                                                            | Візантійсько-венеційський договір (1277)                      | 19 березня 1277 р   |
| Візантійська імперія Венеційська республіка                                                            | Візантійсько-венеційський договір (1285)                      | 15 червня 1285 р    |
| Візантійська імперія Венеційська республіка                                                            | Візантійсько-венеційський договір (1390)                      | 2 червня 1390 р     |
| Королівство Англія Французьке королівство Священна Римська імперія Папська держава Габсбурзька Іспанія | Лондонський договір (1518)                                    | 3 жовтня 1518 р     |
| Литва Радянський Союз                                                                                  | Soviet–Lithuanian Non-Aggression Pact                         | 28 вересня 1926 р   |
| Румунське королівство Друга грецька республіка                                                         | Greek–Romanian Non-Aggression and Arbitration Pact            | 21 березня 1928 р   |
| Королівство Афганістан Радянський Союз                                                                 | Soviet–Afghan Non-Aggression Pact                             | 24 червня 1931 р    |
| Фінляндія Радянський Союз                                                                              | Радянсько-фінський договір про ненапад                        | 21 січня 1932 р     |
| Латвія Радянський Союз                                                                                 | Soviet–Latvian Non-Aggression Pact                            | 5 лютого 1932 р     |
| Естонія Радянський Союз                                                                                | Soviet–Estonian Non-Aggression Pact                           | 4 травня 1932 р     |
| Польська Республіка Радянський Союз                                                                    | Договір про ненапад між СРСР і Польщею                        | 25 липня 1932 р     |
| Третя французька республіка Радянський Союз                                                            | Договір про ненапад між СРСР і Французькою Республікою (1932) | 29 листопада 1932 р |
| Королівство Італія Радянський Союз                                                                     | Italo-Soviet Pact                                             | 2 вересня 1933 р    |
| Румунське королівство Туреччина                                                                        | Romanian–Turkish Non-Aggression Pact                          | 17 жовтня 1933 р    |
| Королівство Югославія Туреччина                                                                        | Turkish–Yugoslav Non-Aggression Pact                          | 27 листопада 1933 р |
| Третій Рейх Польська Республіка                                                                        | Пакт про ненапад між Німеччиною та Польщею                    | 26 січня 1934 р     |
| Третя французька республіка Радянський Союз                                                            | Франко-радянський пакт про взаємодопомогу                     | 2 травня 1935 р     |
| Японська імперія Третій Рейх                                                                           | Антикомінтернівський пакт                                     | 25 листопада 1936 р |
| Республіка Китай Радянський Союз                                                                       | Sino-Soviet Non-Aggression Pact                               | 21 серпня 1937 р    |
| Імперська Держава Іран Королівство Афганістан Королівство Ірак Туреччина                               | Саадабадський договір                                         | 25 червня 1938 р    |
| Перша Чехословацька Республіка Угорське королівство Румунське королівство Королівство Югославія        | Hungarian–Little Entente agreement                            | 22 серпня 1938 р    |
| Третя французька республіка Третій Рейх                                                                | The Franco-German Declaration                                 | 6 грудня 1938 р     |
| Нова Держава Франкістська Іспанія                                                                      | Iberian Pact                                                  | 17 березня 1939 р   |
| Королівство Данія Третій Рейх                                                                          | Німецько-данський пакт про ненапад                            | 31 травня 1939 р    |
| Третій Рейх Естонія                                                                                    | Договір про ненапад між Німеччиною та Естонією                | 7 червня 1939 р     |
| Третій Рейх Латвія                                                                                     | German–Latvian Non-Aggression Pact                            | 7 червня 1939 р     |
| Третій Рейх Радянський Союз                                                                            | Пакт Молотова — Ріббентропа                                   | 23 серпня 1939 р    |
| Таїланд Велика Британія                                                                                | British–Thai Non-Aggression Pact                              | June 12, 1940       |
| Третя французька республіка Таїланд                                                                    | Franco–Thai Non-Aggression Pact                               | 12 червня 1940 р    |
| Угорське королівство Королівство Югославія                                                             | Hungarian–Yugoslav Non-Aggression Pact                        | 12 грудня 1940 р    |
| Королівство Югославія Радянський Союз                                                                  | Договір про дружбу і ненапад між СРСР та Югославією           | 6 квітня 1941 р     |
| Японська імперія Радянський Союз                                                                       | Японсько-радянський пакт про нейтралітет                      | 13 квітня 1941 р    |
| Третій Рейх Туреччина                                                                                  | Німецько-турецький договір про дружбу                         | 18 червня 1941 р    |
| Народна Республіка Ангола Заїр Замбія                                                                  | Договір про ненапад 1979 року                                 | 14 жовтня 1979 р    |
| Південно-Африканська Республіка Народна Республіка Мозамбік                                            | Угода Нкоматі                                                 | 13 березня 1984 р   |

## Інше використання
Термін має розмовне використання за межами сфери міжнародних відносин. У контексті футболу, цей термін може означати навмисну відсутність агресії між двома командами, наприклад у Футбольному матчі ФРН — Австрія (1982), який у Німеччині відомий як Nichtangriffspakt von Gijón (дослівно. "Договір про ненапад Хіхона"). Пакт про ненапад також може бути офіційною угодою або джентльменською угодою, що обмежує трансфери гравців між двома або більше клубами.